# Journal dlia vsekh

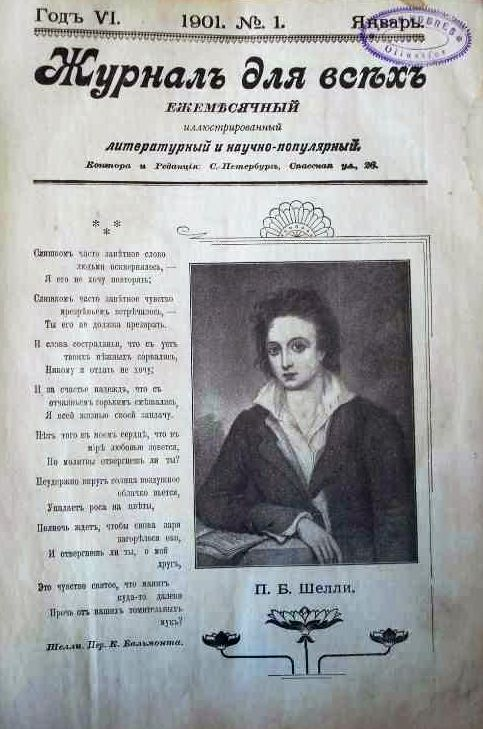
Premier numéro de l'année 1901 du Journal dlia vsekh

Journal dlia vsekh (littéralement en français : Revue pour tous) (en russe : Журнал для всех) est un mensuel illustré de vulgarisation scientifique et une revue littéraire éditée à Saint-Pétersbourg dans l'Empire russe de 1895 à 1906.
Ses éditeurs étaient : D. Guenik, P. Goliakhovski et, depuis la fin de l'année 1898, Victor Mirolioubov. L'éditeur russe Solomon Kopelman a également collaboré à cette revue.  
Ses rédacteur en chef étaient : D. Guenik, depuis 1898 P. Goliakhovski auquel est adjoint, en 1903, E. Tarnovski.
À partir de 1898, avec l'arrivée de Victor Mirolioubov, la revue a attiré de nouvelles figures littéraires de valeur : Anton Tchekov, Maxime Gorki, Alexandre Kouprine, Valéri Brioussov, Leonid Andreïev, Vikenti Veressaïev, Evgueni Tchirikov, Constantin Balmont, Alexandre Khakhanov (ru), Galina Galina et beaucoup d'autres.
C'est Evgueni Soloviov (ru) (pseudonyme : Mirski) qui s'occupe des articles de critique et, à partir de 1904, Alexandre Glinka (ru) (pseudonyme : Voljski). Au département scientifique ont notamment participé : Alexandre Kiesewetter, Dmitri Ovsianiko-Koulikovski (ru). Le prix extrêmement bas de la revue (un rouble), son volume important et la valeur des articles littéraires présentés lui ont apporté un énorme succès. Au début du XXe siècle, la revue s'est intéressée au symbolisme en art, au symbolisme russe et au mysticisme.
Le programme de la revue proposait non seulement les meilleurs récits d'écrivains russes et étrangers, mais aussi des études sur le monde des sciences, des récits de voyages et sur la vie de différents peuples et contrées, de brèves biographies de personnes remarquables du passé ou de l'époque. La revue a édité beaucoup d'articles de vulgarisation scientifique, sur les sciences humaines et sur les sciences naturelles.
Cette publication périodique a cessé de paraître en 1906 après le 9e numéro de la dernière année à la suite de la publication d'articles sur les mouvements de grève.